# Бежање са часова
Бежање са часова (енгл. Cutting Class) амерички је слешер хорор филм са елементима црног хумора из 1989. године, редитеља Роспа Паленберга, са Бредом Питом, Џил Шулен, Донован Личом и Родијем Макдауалом у главним улогама. Радња прати серијског убицу који прогони тинејџере у средњој школи. Филм је остао упамћен као прво остварење у коме је Бред Пит имао главну улогу.
Премијерно је приказан 17. јула 1989, у дистрибуцији продукцијсе куће Republic Pictures. Добио је веома негативне критике. На сајту Ротен томејтоуз оцењен је са 29%, а на Метакритику са 43%.

## Радња
Мистериозни серијски убица прогони тинејџере у средњој школи. У исто време, њихов вршњак, који је као дете убио свог оца, пуштен је из менталне болнице. Убиства утичу и на везу Двајта Ингалса и Пауле Карсон...

## Улоге
| Глумац         | Улога              |
| -------------- | ------------------ |
| Бред Пит       | Двајт Ингалс       |
| Џил Шулен      | Паула Карсон       |
| Донован Лич    | Брајан Вудс        |
| Роди Макдауал  | директор Данте     |
| Мартин Мал     | Вилијам Карсон III |
| Бренда Џејмс   | Колин              |
| Марк Барнет    | Гари               |
| Том Лигон      | господин Ингалс    |
| Роберт Глудини | Шулц               |
| Ерик Болс      | господин Глин      |
| Дирк Блокер    | тренер Харис       |
| Ненси Фиш      | госођа Нокт        |
| Роберт Макреј  | господин Коклин    |
| Дејвид Кларк   | старац             |
| Норман Олден   | полицајац Фондулак |